# Władimir Gil-Rodionow
Władimir Władimirowicz Gil-Rodionow (ros. Владимир Владимирович Гиль-Родионов; ur. 5?/18 lipca 1906 w Wilejce w guberni wileńskiej, zm. 15 maja 1944 w rejonie chutoru Nakoł, w rejonie głębockim w obwodzie witebskim) – radziecki oficer, pułkownik, założyciel i przywódca Wojskowego Związku Rosyjskich Nacjonalistów oraz dowódca kolaboracyjnej 1 Rosyjskiej Brygady Narodowej SS, a następnie 1 Antyfaszystowskiej Brygady Partyzanckiej podczas II wojny światowej.

## Życiorys
W wieku 20 lat wybrał karierę wojskową, wstępując do Armii Czerwonej. Doszedł do stopnia podpułkownika. W 1939 ukończył Akademię Wojskową im. M. Frunzego. W momencie ataku Niemiec na ZSRR 22 czerwca 1941 zajmował funkcję szefa sztabu 229 Dywizji Strzeleckiej. Podczas walk w rejonie Witebska został ranny, po czym dostał się do niewoli niemieckiej i został osadzony w obozie jenieckim w Suwałkach.
Na początku 1942 roku podjął kolaborację z okupantami. W kwietniu tego roku – po rozmowach z przedstawicielami SD – utworzył w obozie antysowiecką organizację pod nazwą Wojskowy Związek Rosyjskich Nacjonalistów (BSNR). W jej skład wchodzili b. oficerowie i żołnierze Armii Czerwonej. W czerwcu został ogłoszony program BSNR i odbyła się konferencja, na której W. W. Gil, który przyjął pseudonim "Rodionow", zapowiedział powołanie przedstawicielstwa „nowej Rosji”. Miał on nadzieję, że Niemcy przekażą mu administrowanie okupowanymi obszarami ZSRR. W tym celu zaczął formować kolaboracyjną jednostkę wojskową w sile batalionu nazwaną „Druschina Verband”. Batalion został następnie przeniesiony do Starego Bychowa. W grudniu 1942 Niemcy sformowali spośród jeńców sowieckich ze stalagu 319 na Śląsku kolejny batalion pod nazwą „Druschina II” pod dowództwem A. E. Błażewicza. W marcu 1943 w Łużkach na Nowogródczyźnie oba bataliony połączono w 1 Rosyjski Pułk Narodowy SS, liczący ok. 2000 żołnierzy. Wkrótce przekształcono go w 1 Rosyjską Brygadę Narodową SS, która urosła do ok. 2500 ludzi. Została ona skierowana na Białoruś w rejon Mohylewa do walki z partyzantami. Władimir W. Gil-Rodionow zaczął występować w roli gospodarza miejscowej ludności. Próbował też usamodzielnić swoją jednostkę. Jednakże było to wbrew planom Niemców, którzy wprowadzili do Brygady swoich oficerów. Ponadto powstała sieć informatorów SD pod przywództwem b. dowódcy sowieckiej 48 Dywizji Strzeleckiej gen.-mjr. Pawła Bogdanowa.
Po pewnym czasie Gil-Rodionow zorientował się w rzeczywistych zamiarach Niemców. Jego Brygada ponosiła coraz większe straty w ciężkich walkach z partyzantami. W tej sytuacji nawiązał kontakt z partyzantami, po czym podjął decyzję o przejściu na ich stronę. 16 września 1943 część Brygady wraz z ppłk. W. Gilem-Rodionowem – po zabiciu niemieckich instruktorów i części Rosjan, którzy nie chcieli zmienić stron – przeszła na stronę partyzantów podporządkowanych Białoruskiemu Sztabowi Partyzanckiemu. Pomimo okrucieństw popełnianych przy pacyfikowaniu wsi białoruskich przemianowano ją na 1 Antyfaszystowską Brygadę Partyzancką i rzucono do walki z Niemcami. W Berlinie pojawiła się nawet wiadomość, jakoby W. Gil-Rodionow miał samolotem być przetransportowany do Moskwy i nagrodzony przez samego Józefa Stalina. Prawdą natomiast było odznaczenie go Orderem Czerwonej Gwiazdy i mianowanie do stopnia pułkownika. Niemcy nie darowali jednak zdrady. Na początku maja 1944 przeprowadzili operację przeciwpartyzancką pod kryptonimem „Frühlingsfest”, w wyniku której rozbili Brygadę i ciężko ranili jej dowódcę. Władimir Gil-Rodionow zmarł od ran 15 maja.

## Odznaczenia
- Order Czerwonej Gwiazdy – 16 września 1943[1]